# L'ermeneutica del soggetto
L'ermeneutica del soggetto raccoglie la trascrizione del corso tenuto da Michel Foucault al Collège de France tra il 1981 e il 1982. Il volume è curato da Frédéric Gros.
Partendo dalla considerazione di alcuni testi platonici, Foucault propone una rilettura della filosofia antica e della sua storia innovativa e di stampo nettamente anti-idealistico. In particolar modo il celebre detto socratico "Conosci te stesso" viene allontanato dalla sua consueta interpretazione gnoseo-antropologica e riconsiderato come parte di un più generale progetto di "cura del sé", progetto comune a gran parte della filosofia greco-romana.
Dall'analisi di Foucault, supportata dal suo classico metodo genealogico e da costanti, vasti e approfonditi riferimenti ai testi dell'epoca, emergerebbe come la filosofia antica non sia consistita in speculazioni teoriche astratte, ma in una serie di pratiche teoretiche, psichiche e financo fisiche, volte alla trasformazione attiva del soggetto e delle sue modalità d'esistenza. Uno sfondo comune sul quale varierebbero, a seconda dei tempi e dei luoghi, gli obiettivi e i metodi dell'attività filosofica, ora indirizzata alla formazione politica del cittadino ideale, ora volta a proteggere l'individuo da una realtà sociale ostile, ora tesa al raggiungimento di una realtà trascendente. Particolare attenzione è inoltre riservata da Foucault al rapporto del filosofo antico con la parola scritta.
Da segnalare come l'idea generale che regge il corso presenti notevoli affinità con analoghe ricerche condotte nei precedenti decenni da Pierre Hadot.

## Edizioni
- Michel Foucault, L'ermeneutica del soggetto, traduzione di Mauro Bertani, collana Campi del sapere, Feltrinelli, 2003,  p. 581, ISBN 88-07-10352-4.